# Lab

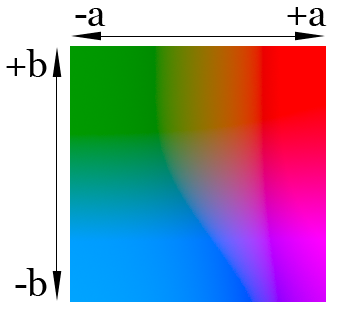
Lab, osy a, b při světelnosti L = 50 %

L*a*b*, CIELAB nebo jen Lab je barevný prostor, kde je barva definována barevným modelem založeným na třech osách:
- L – lightness, světelnost {0–100}
- a – osa zelená (−a) – červená (+a)
- b – osa modrá (−b) – žlutá (+b)

Světelnost L může být od 0 % (černá) po 100 % (bílá). Parametry a, b jsou neutrální, pokud je jejich hodnota 0, tedy střední neutrální šedá je definována hodnotami L=50, a=0, b=0. Neutrální barva se používá při vyvážení bílé na osách a, b, kde osa b odpovídá teplotě barvy.
Prostor Lab, nebo též CIE 1976 (L*, a*, b*), je odvozen z prostoru CIE XYZ a byl koncipován jako prostor nezávislý na konkrétním použitém zařízení.